# El cazador cazado
El cazador cazado es una serie de documentales sobre ataques de animales a seres humanos. Fue emitida por National Geographic Channel a partir del 7 de octubre de 2008.

## Episodios
1.-La muerte del hombre oso:
Es una mañana de 2003 en la península de Kamchatka, Rusia. El biólogo ruso Vitaly Nikolaenko se dispone a prepararse para realizar estudios sobre el oso pardo. Pero, al salir de su cabaña, un oso pardo lo ataca y lo mata. En poco tiempo, los investigadores se ponen a estudiar la extraña muerte de Vitaly y ven que el biólogo había traspasado muchas veces los límites. Pero, aquí una pregunta de las de pensar: ¿este autodidacta había ido a Kamchatka a estudiar a los osos pardos por simple placer o sentía la necesidad de recuperar una amistad que tuvo con otro oso?
2.-Un intruso en el bosque:
El este de Rusia es conocido por sus duros inviernos, y el rey indiscutible de este reino es el tigre siberiano. Este felino, el mayor de los actuales, ha sido cazado hasta casi su extinción y normalmente se mantiene alejado de un hombre. Hasta que varios tigres atacan a personas muy juntas. ¿Qué está provocando que estos esquivos felinos ataquen a los seres humanos?
3.-Fuga en la selva:
En un santuario de animales de Sierra Leona, tres turistas norteamericanos ven horrorizados como un gigantesco chimpancé escapa de su jaula y rompe un coche. Después ataca. Mata a uno y magulla a los demás. Compartimos el 96% de nuestro ADN con este simio. Pero, ¿impulsó al chimpancé a hacer semejante cosa los gritos de un grupo de cercopitecos de las cercanías o el hecho de que hubiera sido abusado como mascota por un ser humano?
4.-La emboscada del oso negro:
Tras un tiempo de paz con los humanos, el oso negro americano está demostrando su lado más hostil. Una serie de ataques de oso negros en Canadá han puesto en jaque a los científicos y a los detectives. Pronto, descubrieron que el verano pasado hubo muchos visitantes en el parque nacional donde ha habido ataques y escasearon las bayas. Y eso nos deja una terrible pregunta: ¿es posible que el oso negro americano haya aprendido a ver al humano como una presa?
5.-Peligro en el delta del Okavango:
El delta del Okavango es uno de los pocos lugares completamente vírgenes del planeta. Un buen lugar donde pasar una luna de miel. Hasta que un hipopótamo ataca a un guía y a una ex Miss Sudáfrica. El primero muere y la segunda es herida. Pero, el hipopótamo no ataca a menos que se le provoque o se interpongan entre el agua y él. ¿Puede que los novios se hubieran puesto a descansar en medio de la senda que lleva al agua dejada por el peligroso ungulado?
6.-Invasión de tiburones:
Recife, una de las ciudades más importantes de Brasil. Playas paradisíacas, cuerpos de ensueño... y la mayor concentración de ataques de tiburones de todo el planeta. Un día, una misteriosa especie de tiburón ataca y mata a un grupo de bañistas. Los científicos tendrán que averiguar de qué especie se trata y por qué atacó. Y rápido, pues el futuro de Recife pende un hilo gracias a los tiburones. Estos escualos están acabando con el medio de vida de los recifenses: el turismo.
7.-Delfines al ataque:
Desde que salió a la luz la leyenda griega de Orión, el famoso músico que fue salvado de la muerte por un delfín, hemos pensado que los delfines son amistosos animales a nuestro servicio. Pero todo eso cambia cuando un delfín mular ataca y mata a un marinero. Y esto confirma una pregunta, ¿nos hemos engañado al creer que estos poderosos cetáceos eran nuestros amigos?
8.-Secuestrada por un papión:
En Sudáfrica, una joven madre responde a los llantos de su bebé y ve horrorizada como un papión negro lo coge de su cuna y se lo lleva, no sin antes impotenciarla con un mordisco. Por suerte, el bebé apareció. Pero, aunque el papión negro o chacma es uno de los monos más inteligentes y grandes del mundo, ¿qué hizo que robara un bebé humano?
9.-El ataque del cocodrilo:
Un guía lleva a un grupo de turistas a una playa donde no hay nada. Todo es juego y diversión hasta que un cocodrilo marino surge del agua. Una alemana de 23 años se sumerge y no regresa con vida. Pero, cuando la policía se entera, el guía se ha ido. Sin embargo, aquí hay un dilema ¿quién es el verdadero desalmado, el guía o el cocodrilo?
10.-Acecho en las sombras:
Un estudiante de geología de Saskatchewan se interna en una cueva canadiense y no vuelve a salir. Sus amigos entran y lo encuentran muerto. Después, revisan su cámara, que tiene un vídeo reciente, y ven horrorizados como un lobo gris sale de las sombras y lo mata. Pero, el lobo intenta mantenerse lo más alejado posible del hombre. ¿Qué hizo que este cánido amenazado atacara al estudiante?
11.-Terror en Tanzania:
En las orillas del río Rufiju, una aldea vive aterrorizada. Un grupo de leones antropófagos vive en las cercanías y atacan a 49 personas al año. Pero el león africano no puede ser antropófago si vive en grupo, debido a qué los demás le cazan las presas. Entonces, ¿por qué todo el grupo es antropófago?
12.-Asesinos silenciosos:
En una remota aldea de Ecuador, una misteriosa epidemia está acabando con su población todas las noches. Los pocos supervivientes que consiguen llegar al hospital de Quito están afectados por rabia. Tras varias investigaciones, los científicos descubren que el causante de la epidemia es una discreta criatura que ataca de noche. Una letal máquina chupa sangre (literalmente): el murciélago vampiro. Pero, ¿por qué estas tímidas criaturas, a las que les encanta la sangre de vaca y de caballo, atacarían a un ser humano?
13.-El asesino de Kodiak:
Amanece en el archipiélago de Kodiak. Dos cazadores de ciervos se separan, comunicándose con los walkie-talkies hasta que uno pierde de la pista al otro. El cazador vuelve sobre sus pasos y encuentra a su compañero muerto. El cazador se gira, solo para ver como un enorme oso pardo le mata de un zarpazo. Pero, después de una larga convivencia de paz entre humanos y osos de Kodiak, ¿qué hizo que este úrsido matara a los dos cazadores?
14.-Depredadores en el paraíso:
Tras años de paz entre los caimanes y los habitantes de Florida, tres caimanes matan a un hombre. El caimán americano tiene además ventaja sobre los floridanos, pues usan las alcantarillas para desplazarse por ciudades como Miami. Pero, ¿por qué atacaron los caimanes al hombre y, encima, en grupo?
15.-Muerte en las antípodas:
En 2001, un turista británico llamado David Eason se esfumó de un grupo de turistas de Fraser Island, Australia. Pocos años después, salieron a la luz los huesos de David. ¿Pero tienen algo que ver el asesino de David y una pareja de dingos que atacaron a una pareja de turistas en la Australia continental?
16.-Acechada por tiburones:
En Sudáfrica, una joven surfista llamada Shannon Ainslie se prepara para surfear en medio de un grupo de veinte surfistas. Pero, de repente, un tiburón blanco surge del agua y la hiere enormemente. Shannon consigue escapar, pero otro tiburón blanco la ataca y lo muerde en un brazo. Pero, los tiburones blancos cazan solos y no en pareja. ¿Por qué los tiburones que atacaron a Shannon fueron dos?
17.-Víctimas del veneno:
Dos hombres consiguieron un récord mundial al pasarse encerrados en una caja de vidrio una semana llena de serpientes venenosas. Pero, mientras se regodeaban, dos cobras reales les mordieron y los hombres murieron tras una hora. Este hecho fue una noticia mundial, pero ¿por qué las cobras no les mordieron antes?
18.-El tigre antropófago del mangle:
En India y Nepal se encuentran los Sundarbans. El mayor felino de este ecosistema es el tigre de Bengala. Este felino normalmente se limita a comer chitales, carabaos y búfalos de agua. Pero, en una aldea de la India, un tigre elige una nueva presa y mata a una persona. ¿Qué llevó a este gato rayado a la aldea?
19.-La isla del puma:
La isla Vancouver, en Canadá, es uno de los mejores destinos turísticos del país. Cada día, millones de turistas llegan a la isla. Un día, un puma ataca a una turista alemana mientras sus amigos, impotentes, observan la salvaje escena desde la seguridad de un vehículo. Al igual que el lobo y el oso pardo, el puma intenta mantenerse muy alejado del hombre, pero ¿por qué el puma atacó a la turista?
- Datos: Q5824277